# Закон Дюверже
Соціологічний закон Дюверже — гіпотеза, сформульована Дюверже, яка встановлює залежність між типом виборчої системи та характером партійного керівництва. Він стверджує, що мажоритарна виборча система породжує двопартійну систему, яка сприяє інституалізації принципу партійного керівництва, а пропорційна система — багатопартійну систему, яка ускладнює його реалізацію. На думку Дюверже в системах більшості функціонує: 
а) механічний ефект виборчого права, який полягає в тому, що всі партії, які беруть участь у виборах, за винятком двох найсильніших, є перманентно підпрезентаційними (коли партії отримують менше мандатів, ніж 
подано за них голосів); 
б) психологічний ефект виборчого права, який полягає в тому, що виборці схильні голосувати за найсильніші партії побоюючись “втрати” своїх голосів. 
Однак очевидно, що характер зв’язків між двома типами систем є значно складнішим, ніж про це говорить Дюверже. Крім цього більшість політологів звертають особливу увагу на тип партійної системи коли мова йде про стабільні демократії. У результаті виборча система постає у демократичному політичному укладі швидше як наслідок, ніж як причина. Мажоритарна виборча система стабілізує та продовжує існування вже існуючої двопартійної конкуренції, але її не можна розглядати як виключне джерело двопартійності, а значить і стабілізатора партійного керівництва.